# این تیرگی‌های شگفت‌انگیز
این تیرگی‌های شگفت‌انگیز یک فیلم مستند آمریکایی و محصول سال ۲۰۱۱ میلادی است.

## موضوع فیلم
این مستند به صورت اختصاصی به سینمای آمریکا پرداخته و آن را یک گنجینهٔ ملی برای آمریکا می‌داند.